# Bambini della conchiglia
Bambini della conchiglia (in spagnolo Los niños de la concha) è un dipinto del pittore spagnolo Bartolomé Esteban Murillo  realizzato circa nel 1670 e conservato nel Museo del Prado a Madrid in Spagna.

## Descrizione
Si tratta di una delle opere più popolari dell'artista che sono state riprodotte in stampe. La scena raffigura Gesù bambino in piedi, con la testa leggermente inclinata, che con la mano destra dona l'acqua da bere in una conchiglia al cugino Giovannino inclinato a riceverla in bocca, sorreggendo anche lui la conchiglia con la mano desta, mentre con l'altra regge la croce del suo martirio. La croce presenta la scritta Ecce Agnus Dei. Giovannino è coperto con pelli di cammello; Gesù bambino è coperto da un tessuto rosso e porge la mano sinistra verso il cielo in cui ci sono tre angioletti. A sinistra un agnellino seduto osserva la scena.